# Selenops tehuacanus
Selenops tehuacanus är en spindelart som beskrevs av Muma 1953. Selenops tehuacanus ingår i släktet Selenops och familjen Selenopidae. Inga underarter finns listade i Catalogue of Life.